# 城西道

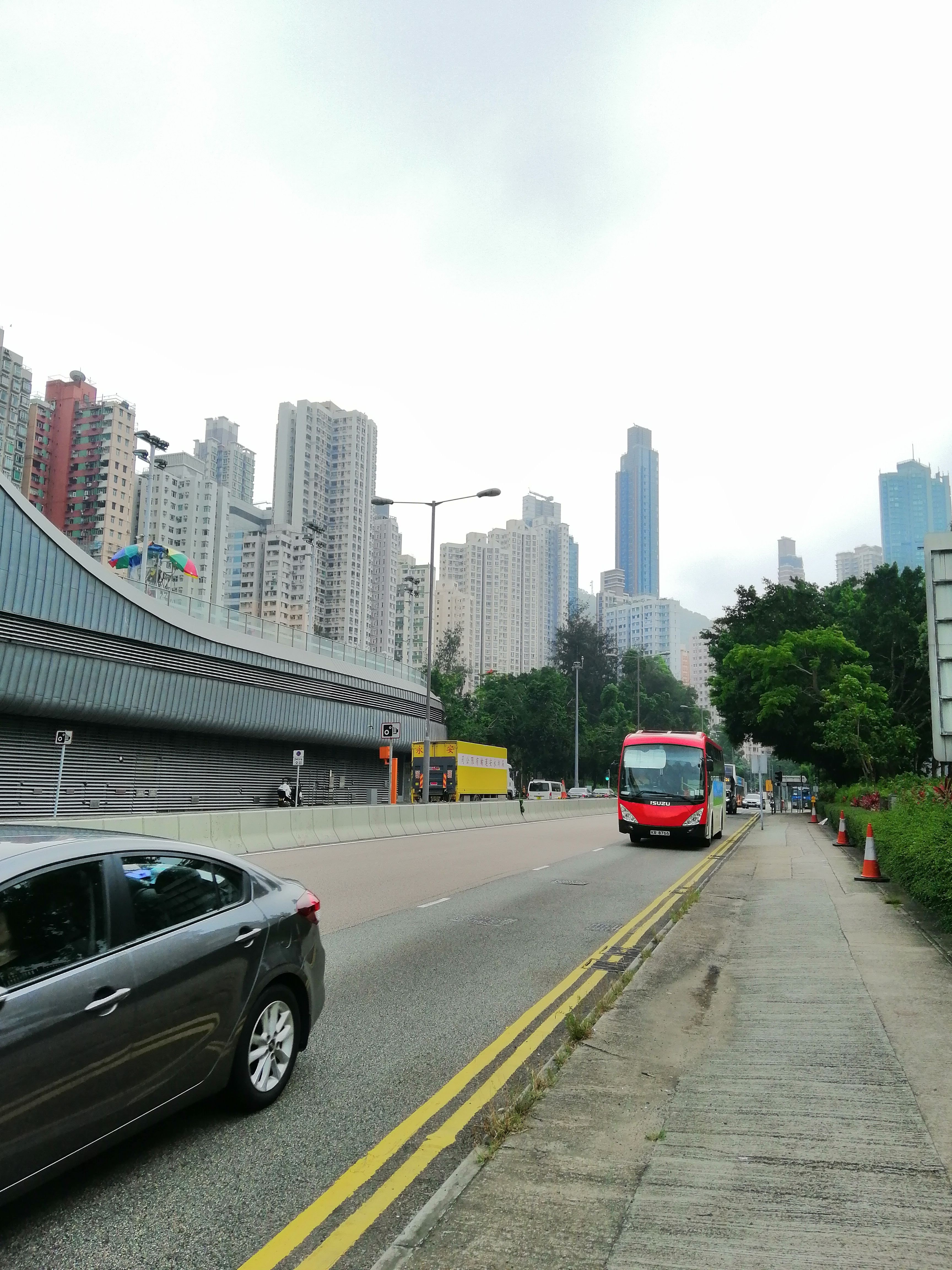
城西道，圖左為堅尼地城游泳池（2019年）

城西道（英語：Shing Sai Road）是香港港島西北沿岸的一條道路，於1990年代最近一次堅尼地城填海之後，與西區海底隧道同期落成。

## 沿路著名地點
- 西區公眾貨物裝卸區
- 新堅尼地城游泳池
- 卑路乍灣公園
- 堅尼地城（卑路乍灣）巴士總站
- 城西道海旁

## 交匯道路
- 堅彌地城新海旁
- 士美菲路
- 山市街
- 西祥街北
- 干諾道西天橋
- 干諾道西
- 德輔道西
- 豐物道

## 相集

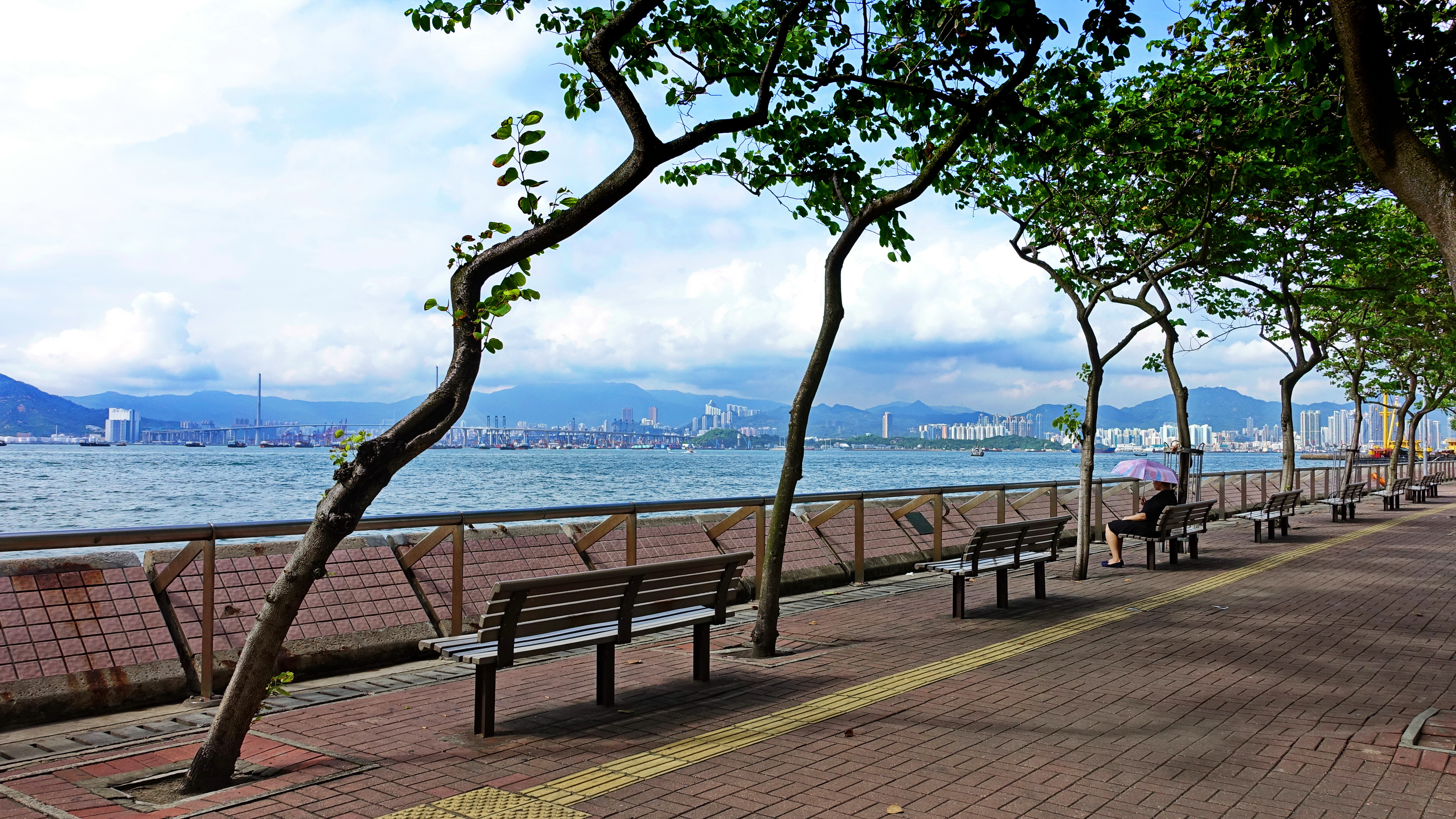
城西道海旁
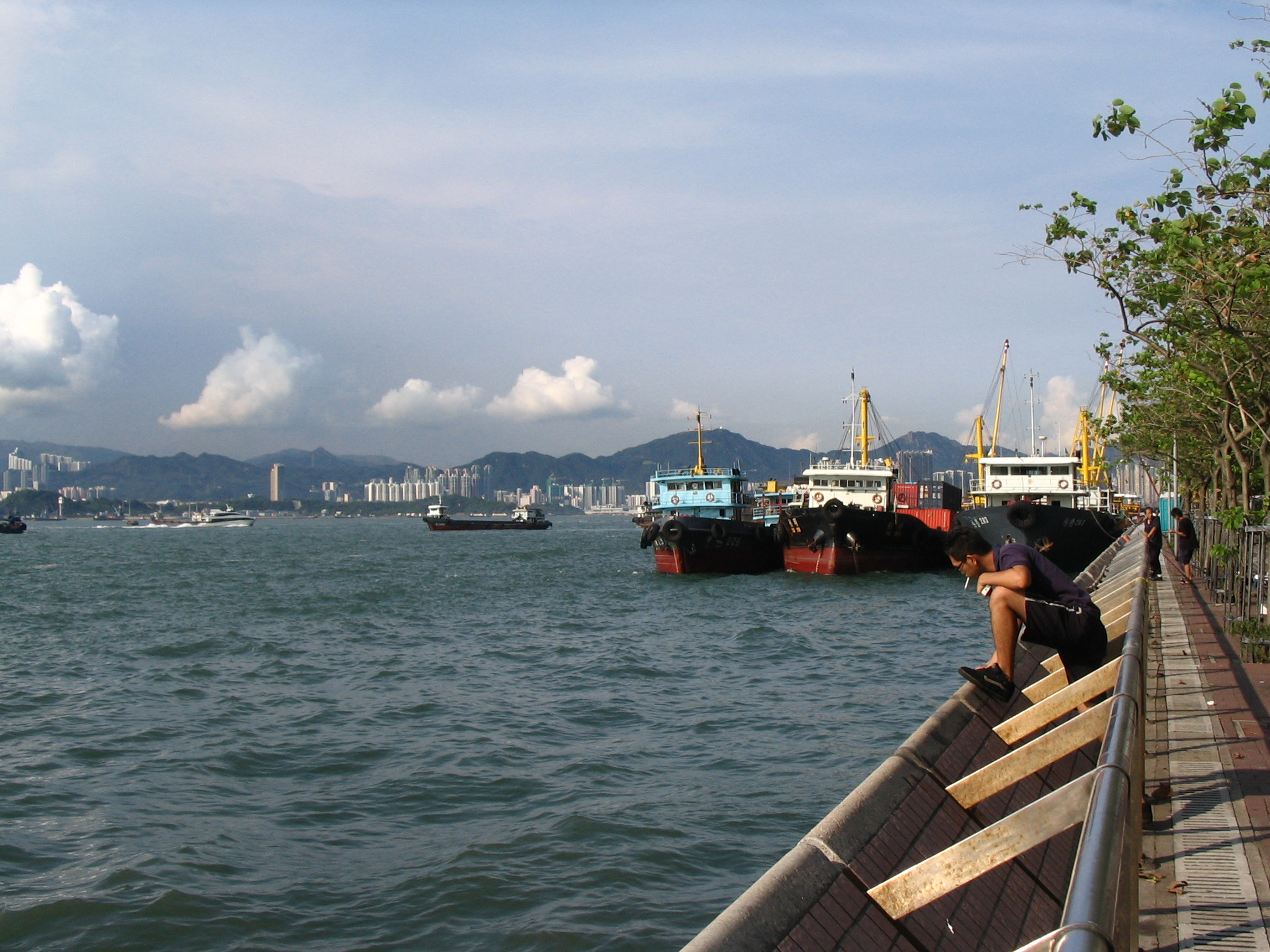
城西道海旁
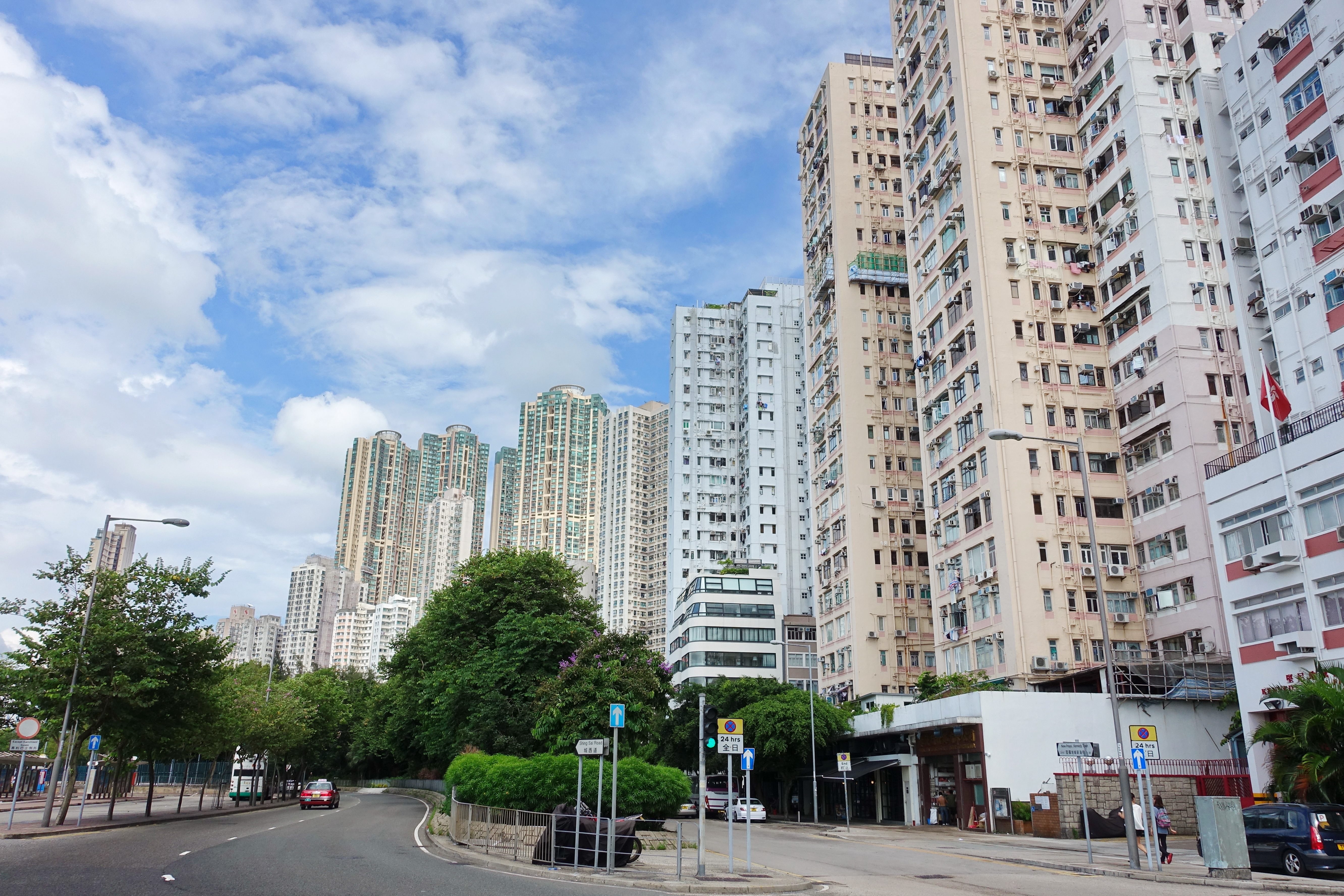
城西道的西端（左），右方道路為堅彌地城新海旁。